# Subra
Subra (Omicron Leonis / ο Leonis / ο Leo / 14 Leonis) es la novena estrella más brillante en la constelación de Leo con magnitud aparente de +3,52. Se encuentra a 135 años luz de distancia del sistema solar.
Subra es una estrella binaria con sus dos componentes tan próximas que no pueden ser resueltas con telescopio, siendo una binaria espectroscópica. La componente principal, Subra A, es una estrella gigante o subgigante amarilla, de tipo espectral F6 a F9. Su masa es poco más del doble de la masa solar, tiene un radio 5,5 veces más grande que el radio solar y brilla con una luminosidad equivalente a 37 soles. Subra B es una estrella blanca de la secuencia principal 15,5 veces más luminosa que el Sol con una temperatura superficial de 7.600 K.
Separadas entre sí sólo 0,17 UA, orbitan alrededor del centro de masas común cada 14,5 días en una órbita prácticamente circular. Ambas estrellas están clasificadas como estrellas con líneas metálicas, presentando una abundancia de elementos pesados mayor de la habitual, así como una menor abundancia de calcio y escandio. De hecho, Subra A es la estrella más fría que presenta estas anomalías químicas, características de algunas estrellas blancas de tipo espectral A.